# Мельников Леонід Георгійович
Ме́льников Леоні́д Гео́ргійович (18 травня 1906, село Дегтярівка, Мглинський повіт, Чернігівська губернія, Російська імперія — 16 квітня 1981, Москва, Російська РФСР, СРСР) — український радянський партійний та державний діяч, 1-й секретар ЦК КП(б)У в грудні 1949 — червні 1953 р. Кандидат у члени ЦК КП(б)У в травні 1940 — серпні 1946 р. Член ЦК КП(б)У в серпні 1946 — червні 1953 р. Член Організаційного бюро ЦК КП(б)У в грудні 1947 — вересні 1952 р. Член Політичного бюро ЦК КП(б)У в грудні 1947 — червні 1953 р. Член ЦК КПРС у жовтні 1952 — лютому 1956 р. Кандидат у члени ЦК КПРС в лютому 1956 — жовтні 1961 р. Член Президії ЦК КПРС у жовтні 1952 — березні 1953 р. Кандидат у члени Президії ЦК КПРС у березні — червні 1953 р. Депутат Верховної Ради УРСР 2—3-го скликань.
Депутат Верховної Ради СРСР 1—3-го, 5-го, 7—10-го скликань.

## Біографія

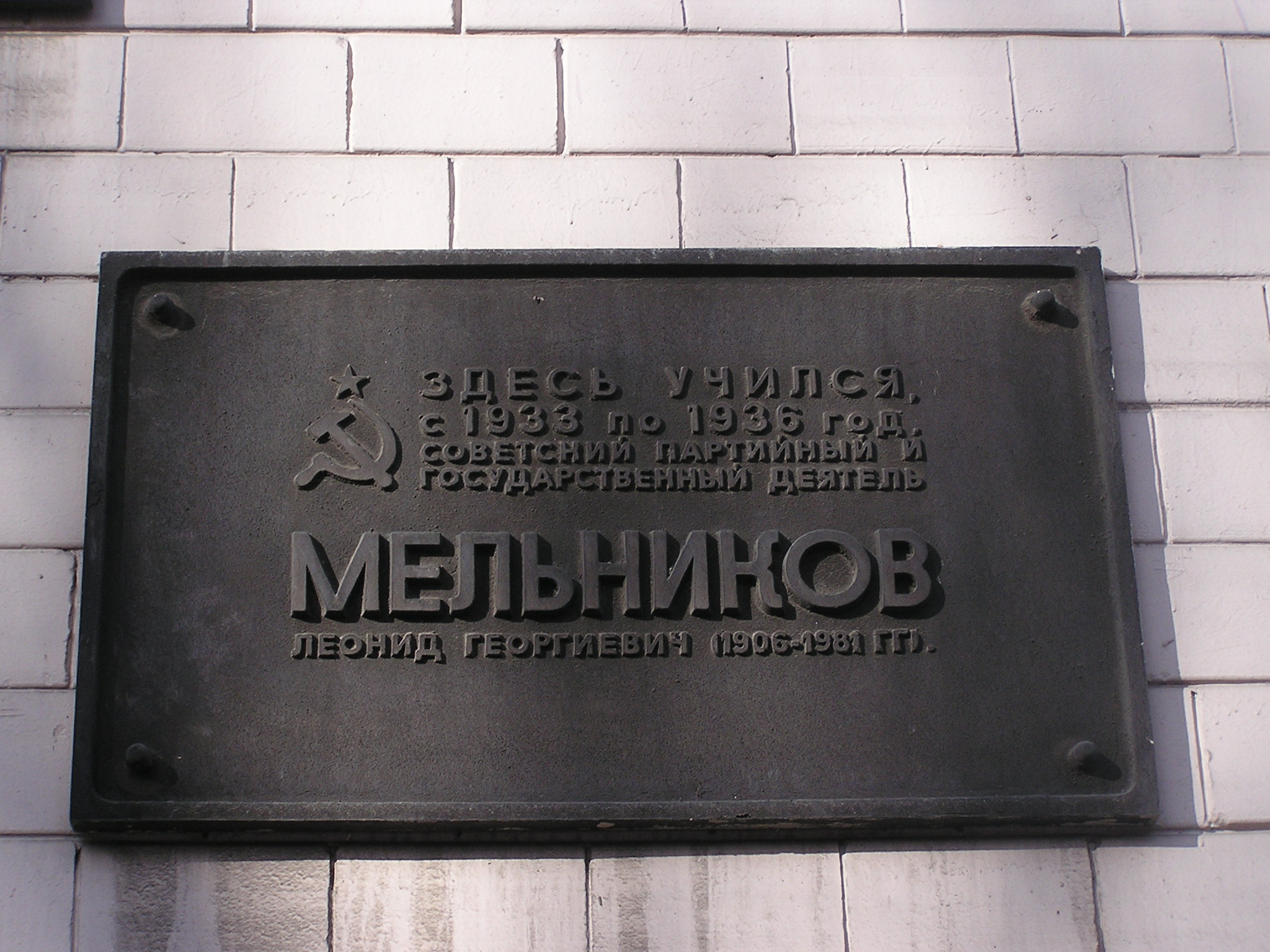
Меморіальна дошка на 1 корпусі ДонНТУ

Народився 18 травня 1906 року в бідній селянській родині у селі Дегтярівці Нивнянської волості Мглинського повіту Чернігівської губернії, Російська імперія.
Трудову діяльність розпочав у 1921 році робітником Ліснинського цукрового заводу на Полтавщині. У 1923 році вступив до комсомолу.
У 1924—1925 роках — секретар Дегтярівського волосного осередку комсомолу.
У 1925—1926 роках — слухач Клинцовської школи радянського і партійного будівництва.
У 1926—1928 роках — секретар виконавчого комітету Ущерепської волосної ради; відповідальний секретар Брянського районного комітету комсомолу.
Член ВКП(б) з 1928 року.
У 1928—1930 роках служив у Червоній армії.
У 1930—1931 роках — студент Московського гірничого технікуму та Московського гірничого інституту. У 1931—1936 роках — студент Донецького індустріального інституту в місті Сталіно.
З 1936 року працював начальником дільниці та помічником головного інженера шахти в Донбасі. У 1936—1937 роках — аспірант Донецького індустріального інституту в місті Сталіно.
У 1937—1938 роках — завідувач промислово-транспортного відділу Сталінського міського комітету КП(б)У Донецької області. У 1938 — січні 1939 року — завідувач відділу вугільної промисловості Сталінського обласного комітету КП(б)У.
У січні 1939 — лютому 1940 року — 3-й секретар Сталінського обласного комітету КП(б)У.
У лютому 1940—1941 роках — 2-й секретар Сталінського обласного комітету КП(б)У. У 1941—1942 роках — виконувач обов'язків 1-го секретаря Сталінського обласного комітету КП(б)У.
У 1942 році — відповідальний організатор Управління кадрів ЦК ВКП(б).
Під час німецько-радянської війни у 1942 році був членом Військової ради 66-ї армії Сталінградського фронту.
У листопаді 1942 — лютому 1944 року — 1-й секретар Карагандинського обласного комітету КП(б) Казахстану.
У лютому 1944 — 21 липня 1947 року — 1-й секретар Сталінського обласного і міського комітетів КП(б)У.
21 липня — 26 грудня 1947 року — секретар ЦК КП(б)У і водночас начальник Управління із перевірки партійних органів ЦК КП(б)У.
26 грудня 1947 — 16 грудня 1949 року — 2-й секретар ЦК КП(б)У.
16 грудня 1949 — 4 червня 1953 року — 1-й секретар ЦК КП(б)У. Після смерті Сталіна втратив свою посаду та відправлений послом до Румунії.
28 липня 1953 — 7 квітня 1955 року — надзвичайний і повноважний посол СРСР у Румунії.
6 квітня 1955 — 6 вересня 1957 року — міністр будівництва підприємств вугільної промисловості СРСР.
У 1957—1961 роках — голова Державної планової комісії Казахської РСР. Одночасно, у 1957—1958 роках — 1-й заступник, а у 1958—1961 роках — заступник голови Ради Міністрів Казахської РСР.
У 1961 — грудні 1964 року — голова Державного комітету з нагляду за безпечним веденням робіт у промисловості й з гірничого нагляду при Раді Міністрів Казахської РСР.
19 грудня 1964 — 27 січня 1966 року — голова Державного комітету з нагляду за безпечним веденням робіт у промисловості й з гірничого нагляду при Раді Міністрів Російської РФСР.
У лютому 1966 — 16 квітня 1981 року — голова Комітету з нагляду за безпечним веденням робіт у промисловості й з гірничого нагляду при Раді Міністрів СРСР.
У 1941-1954, 1958-1962 і 1966-1981 депутат Верховної Ради СРСР. У 1950-1954 член Президії Верховної Ради СРСР.
Похований на Новодівочому цвинтарі у Москві.

## Родина
- Дружина — Мельникова Ганна Романівна
- Син — Мельников Анатолій Леонідович (1935) — журналіст, письменник

## Нагороди
- п'ять орденів Леніна
- орден Жовтневої Революції
- орден Трудового Червоного Прапора
- орден Вітчизняної війни 1-го ст. (1945)
- медалі